# Douglas Young
Douglas William Young (Brisbane, 23 gennaio 1950) è un arcivescovo cattolico australiano, dal 18 marzo 2025 arcivescovo emerito di Mount Hagen.

## Biografia

### Formazione e ministero sacerdotale
È entrato nella Società del Verbo Divino nel 1969 e ha emesso i primi voti il 29 novembre 1970. Dopo aver studiato filosofia a Sydney e teologia a Londra, ha emesso la professione perpetua il 29 novembre 1976 ed è stato ordinato sacerdote il 13 agosto 1977. 
Successivamente ha conseguito la licenza in teologia alla "Jesuit School of Theology" di Berkley. Dal 1986 al 1991 è stato direttore del "Pastoral Training and Formation Centre" a Par. 
Nel 1994 ha conseguito la laurea in "Conflict Resolution" alla Macquarie University di Sydney. 

### Ministero episcopale
Il 14 aprile 2000 papa Giovanni Paolo II lo ha nominato vescovo ausiliare di Mount Hagen e vescovo titolare di Rusubbicari.
Il 2 luglio 2000 ha ricevuto la consacrazione episcopale dalle mani dell'arcivescovo Michael Meier, S.V.D., co-consacranti il vescovo di Wabag Hermann Raich e il vescovo di Kavieng Ambrose Kiapseni.
Il 17 luglio 2006 papa Benedetto XVI lo ha nominato arcivescovo metropolita di Mount Hagen.
Il 18 marzo 2025 papa Francesco ha accolto la sua rinuncia, presentata per raggiunti limiti di età, al governo pastorale dell'arcidiocesi; gli è succeduto l'arcivescovo coadiutore Clement Papa.

## Genealogia episcopale e successione apostolica
La genealogia episcopale è:
- Cardinale Scipione Rebiba
- Cardinale Giulio Antonio Santori
- Cardinale Girolamo Bernerio, O.P.
- Arcivescovo Galeazzo Sanvitale
- Cardinale Ludovico Ludovisi
- Cardinale Luigi Caetani
- Cardinale Ulderico Carpegna
- Cardinale Paluzzo Paluzzi Altieri degli Albertoni
- Papa Benedetto XIII
- Papa Benedetto XIV
- Cardinale Enrico Enriquez
- Arcivescovo Manuel Quintano Bonifaz
- Cardinale Buenaventura Córdoba Espinosa de la Cerda
- Cardinale Giuseppe Maria Doria Pamphilj
- Papa Pio VIII
- Papa Pio IX
- Cardinale Raffaele Monaco La Valletta
- Cardinale Francesco Satolli
- Cardinale William Henry O'Connell
- Cardinale Richard James Cushing
- Cardinale John Joseph Wright
- Arcivescovo George Elmer Bernarding, S.V.D.
- Arcivescovo Michael Meier, S.V.D.
- Arcivescovo Douglas William Young, S.V.D.

La successione apostolica è:
- Vescovo Paul Sundu (2021)
- Arcivescovo Clement Papa (2024)